# Kiss Me, Kiss Me, Kiss Me
Kiss Me, Kiss Me, Kiss Me is het zevende studioalbum van The Cure. Het werd uitgebracht in 1987.
Het is een van de succesvolste albums van The Cure. Het haalde de nummer 5 positie in de album top 50. Alleen Disintegration deed het beter, deze plaat kwam op nummer 3 terecht.
De Kiss Me Tour, die na het uitbrengen van deze plaat volgde, was zeer succesvol en dat uitte zich onder meer in twee uitverkochte concerten in Ahoy Rotterdam. The Cure gaf in totaal 71 concerten in Amerika en Europa in uitverkochte zalen en stadions.
De eerste single van dit album was Why Can't I Be You en is ook The Cure's op twee na grootste hit in Nederland, na Lullaby van het album Disintegration. Er volgden nog drie singles: Catch, Just Like Heaven en Hot Hot Hot!!!, maar die haalden de Top 40 niet.

## Nummers
Teksten van Robert Smith, muziek van The Cure (Smith/Gallup/Thompson/Tolhurst/Williams)
Kant A:
1. "The Kiss" – 6:17
2. "Catch" – 2:42
3. "Torture" – 4:13
4. "If Only Tonight We Could Sleep" – 4:50

Kant B:
1. "Why Can't I Be You?" – 3:11
2. "How Beautiful You Are..." – 5:10
3. "Snakepit" – 6:56
4. "Hey You!" – 2:22 (deze track stond niet op de eerste cd-release)

Kant C:
1. "Just Like Heaven"  – 3:30
2. "All I Want" – 5:18
3. "Hot Hot Hot!!!" – 3:32
4. "One More Time" – 4:29
5. "Like Cockatoos" – 3:38

Kant D:
1. "Icing Sugar" – 3:48
2. "The Perfect Girl" – 2:34
3. "A Thousand Hours" – 3:21
4. "Shiver and Shake" – 3:26
5. "Fight" – 4:27

## Samenstelling
- Robert Smith - zang, gitaar, keyboards, producent
- Simon Gallup - basgitaar
- Porl Thompson - gitaar, keyboards, saxofoon
- Laurence Tolhurst - keyboards
- Boris Williams - drums en percussie

### Overig personeel
- Dave Allen - producent

## Singles
- 1987 - "Just Like Heaven" (B-kant: "Snowboard In Summer" en "Sugar Girl")
- 1987 - "Catch" (B-kant: "Breathe" en "A Chain Of Flowers")
- 1987 - "Why Can't I Be You?" (B-kant: "A Japanese Dream")
- 1988 - "Hot Hot Hot !!!" (B-kant: "Hey You!")